# 姜朝俊
姜朝俊（？—？），丹阳人，清朝政治人物。同进士出身。
康熙五十四年（1715年）乙未科进士。雍正五年（1727年）接替庄令翼任建宁府知府一职，雍正十一年（1733年）由吕大云接任。